# Abbaye San Clemente al Vomano
L'Abbaye de San Clemente al Vomano est une ancienne abbaye bénédictine, située en Italie, dans la commune de Notaresco (Abruzzes, province de Teramo).

## Histoire
Il n'existe aucun document qui rapporte la date exacte de la fondation du cénobite de Saint Clément, mais on estime que l'ensemble du complexe abbatial a été édifié dans la seconde moitié du IXe siècle et certainement avant 890.
À cette époque, il y a eu un développement notable du monachisme bénédictin dans les vallées de la province de Teramo, du Tordino, du Mavone et en particulier dans la vallée de la rivière Vomano où les moines bénédictins, avec l'aide des populations locales, ont construit, en plus de Saint Clément au Vomano, d'autres importants cénobites : San Salvatore de Canzano, Santa Maria de Propezzano, San Salvatore à Morro D'Oro, Sant'Antonio Abate sur la Piana dei Cesari, San Martino à Cologna, San Giovanni alle Piane Vomano et Santa Maria, San Pietro à Notaresco (Lutaraschk), San Pietro à Castelbasso, Santa Maria de Ronzano et bien d'autres jusqu'au Gran Sasso, y compris de nombreuses chapelles dispersées.
La légende sur les origines relate l'histoire de l'arrêt (non confirmé historiquement) de la famille de l'empereur Louis II le Jeune dans le "château" de Guardia Vomano, survenu lors de sa fuite pour échapper à la conspiration du duc Adelchi de Bénévent et des autres princes lombards alliés avec lui.
Toujours selon la légende, parmi les membres de la famille se trouvait également la princesse Ermengarde, unique fille de Louis II le Jeune et mère de Louis III, qui, appréciant la beauté du lieu, souhaita qu'y soient érigés une église et un monastère dédiés à Saint Clément. Comme le rapportent Moretti et Palma, auteurs citant la colonne 1007 du Chronicon Casauriense, il est dit que "piissima mater Ludovici imperatoris Domna Hyrmingarda fecit et donavit": il est probable que la pieuse mère de l'empereur Louis III ait donné son assentiment aux moines bénédictins pour la construction du cénobite de Saint Clément au Vomano, puis le donnant à l'Abbaye de Saint-Clément de Casauria.
Au-delà des informations historiques tirées de légendes plus ou moins fondées, il est probable que la fondation du complexe abbatial ait eu lieu au cours du Xe siècle par les moines bénédictins de Saint Clément à Casauria, dont Saint Clément au Vomano fut une dépendance dès le début, dans le cadre de l'expansion territoriale de la puissante abbaye casauriense vers la frontière nord du Comté de Penne ; la rivière Vomano, en effet, au cours des siècles du haut Moyen Âge en Abruzzes, marquait la frontière entre le Comté Pennense et celui d'Aprutium. Aussi connu sous le nom de Saint Clément in Vallecupa, le complexe resta parmi les possessions de Casauria jusqu'en 1058, année où l'Abbé Berardo le céda à Grégoire, Abbé du Monastère de San Nicolò a Tordino, en échange de l'Église de Saint Mauro sur le Tavo.

## L'abbaye

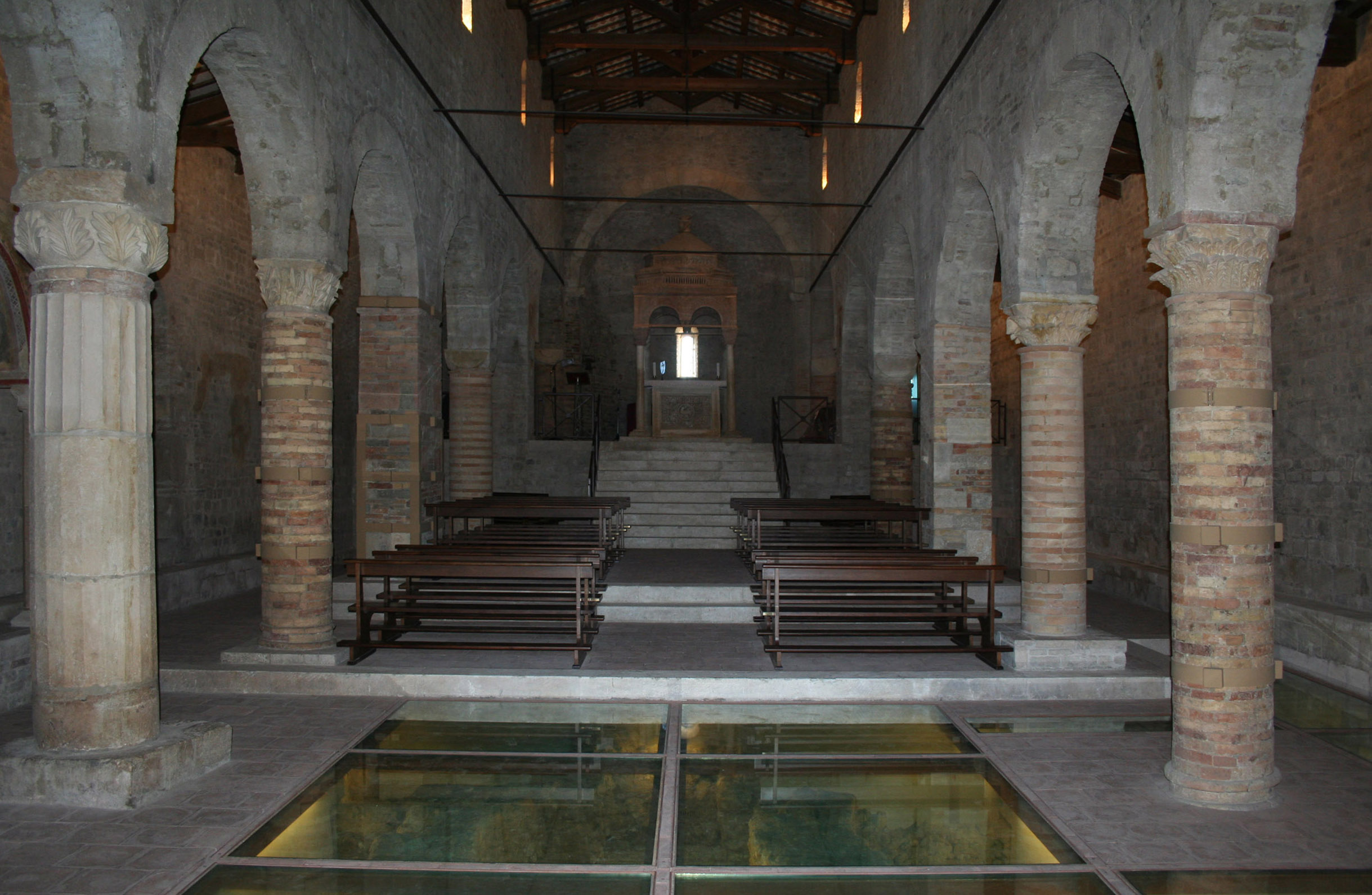
Intérieur de l'église

L'ensemble de l'esthétique architecturale de l'église actuelle appartient aux travaux de reconstruction réalisés en 1108, comme en témoigne la plaque apposée sur le pied-droit du linteau gauche de l'entrée qui porte l'inscription : « ANNI AB INCARNATIONE DOMINI NOSTRI JESU CHRISTI SVNT ML-C-VIII INDICTIONE XV ».
La façade de style roman s'élève simple et austère, ouverte dans la zone centrale par un important portail et par une fenêtre à meneau au-dessus, se terminant par un couronnement à pignon.
Dans le corps des murs, réalisés avec des blocs de pierre irréguliers, sont présents des éléments erratiques de réemploi de la période italo-romaine. Il est certain que les moines ont également utilisé du matériel provenant des ruines d'une villa romaine voisine et d'autres éléments pris dans des constructions anciennes détruites à proximité de la villa De Albentiis et sur la colline de Monterone.
L'église conserve son clocher-mur, construit en exploitant le mur principal entre l'église et le monastère.
Sur le côté arrière de l'édifice religieux, vers la vallée, se distingue le mouvement semi-sphérique des absides avec une série de lésènes et d'arcatures aveugles.